# Óblast de Tver
L'óblast de Tver (rus: Тверская область) és un subjecte federal de Rússia amb capital a la ciutat de Tver. Fins al 1990 s'anomenava óblast de Kalinin, igual que la seva capital, en honor de Mikhaïl Kalinin.
Hi ha dos grans llacs al territori, el de Seliguer i el de Brosno. Una gran part de l'àrea està ocupada pel planell de Valdai, on neixen el Volga, el Dvinà Septentrional i el Dnièper. També hi ha diverses ciutats històriques a l'óblast, com Torjok, Torópets, Zubtsov, Kaixin, Vixni Volotxok i Kaliazin, tot i que la més antiga és Rjev.